# Victoria (spanskt fartyg)

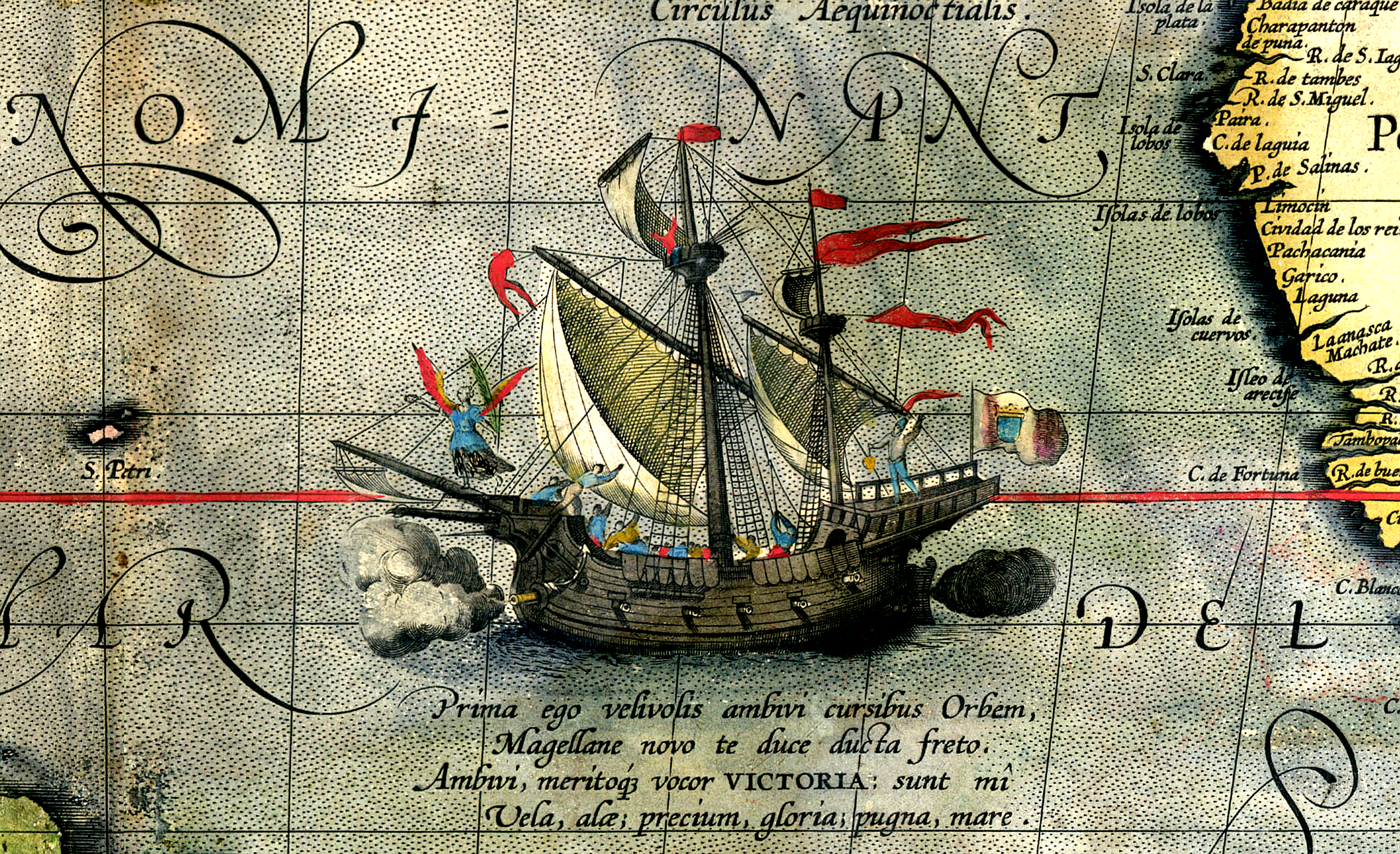
fartyget ”Victoria”

Victoria (spanska Vittoria) var ett spanskt expeditionsfartyg som användes under den första världsomseglingen åren 1519  till 1522. "Victoria" var det enda fartyget som genomförde hela världsomseglingen.

## Fartyget
"Victoria" var ett tremastad segelfartyg av skeppstypen karack i klassen Nao. Fartyget byggdes i staden Ondarroa i Baskien omkring 1519. Skeppet var cirka 28 meter lång med ett tonnage på cirka 85 ton och kostade 300 000 maravedis. Besättningen var på cirka 44 man.

## Världsomseglingen
Den 10 augusti 1519 lämnade en expedition om 5 fartyg under befäl av Fernão de Magalhães hamnen i Sevilla. Förutom "Victoria" under befäl av kapten Luis de Mendoza ingick även
- Trinidad
- San Antonio
- Concepción
- Santiago

i konvojen där "Victoria" var det näst minsta fartyget.
Den 6 september 1522 anlände "Victoria" som enda återstående fartyg av konvojen nu under befäl av Juan Sebastián de Elcano åter till Spanien och ankommer till Sevilla den 8 september.

## Eftermäle

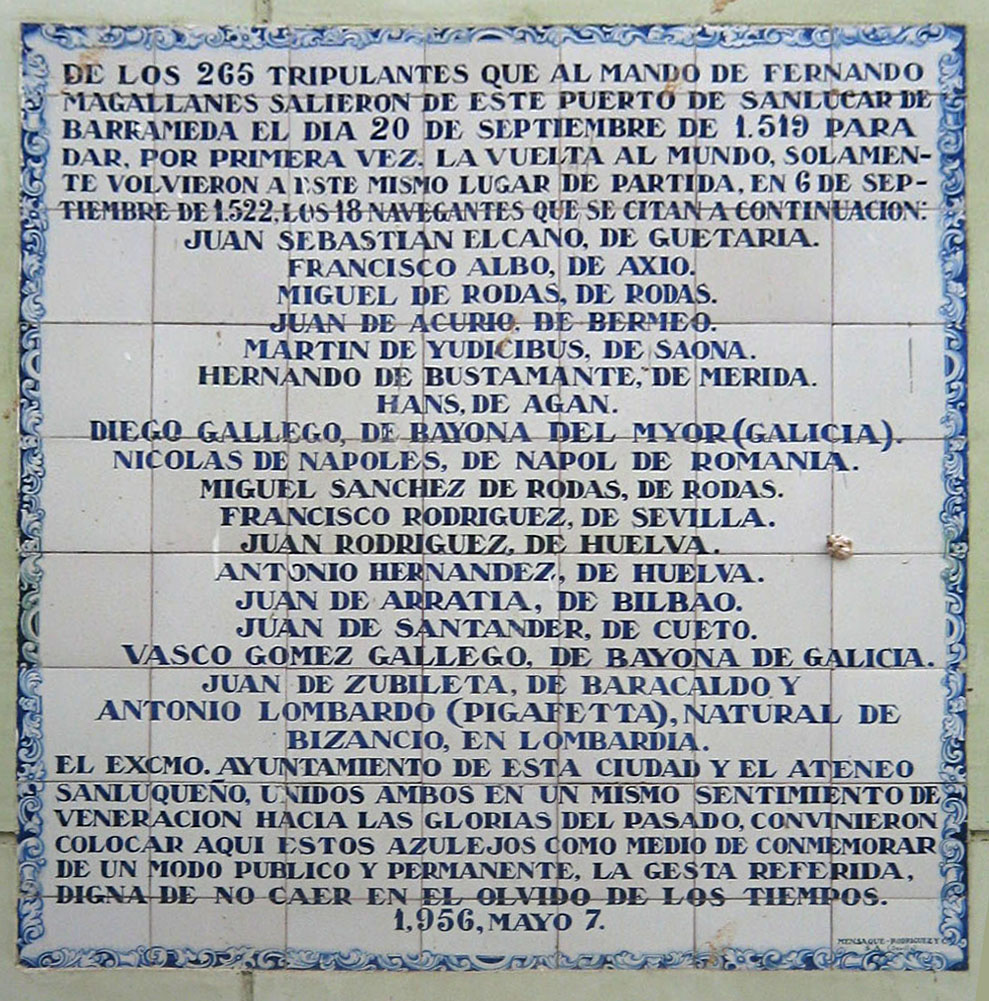
Minnesmärke över de överlevde av den första världsomseglingen

Den 7 maj 1956 hedrades de överlevande deltagarna i den första världsomseglingen med en minnestavla där alla besättningsmän fanns uppräknade.
Det finns flera replika av fartyget, bland annat byggdes ett fartyg till världsutställningen i Sevilla 1992 (20 april-12 oktober) och ett till Chiles 200-årsfirande (Bicentenario de Chile 18 september 2010).